# Guilherme III da Aquitânia
Guilherme III da Aquitânia  "o Cabeça de Estopa" (915 - 3 de abril de 963) foi duque da Aquitânia de 959 até 962 a sua morte, foi também conde de Poitiers (como Guilherme I) a partir de 935 e Conde de Auvérnia, a partir de 950. 

## Biografia
Teve como principais apoiantes do longo dos anos que esteve à frente dos destinos dos seus territórios, Adémar de Chabannes, Dudo de Saint-Quentin, e Guilherme de Jumièges.
Guilherme foi filho de Ebles Manzer e Emiliana, nascido em Poitiers actualmente uma cidade localizada no centro-oeste da França às margens do Rio Clain. O nome da cidade provém do romano Pictávio, talvez proveniente da tribo celta que habitava a região, os pictões.
Tomou posse do Ducado da Aquitânia após a morte do pai, mas a chancelaria real não lhe reconheceria o título ducal até ao último ano antes de sua morte.
Pouco depois da morte do rei Raul I de França, em 936, foi obrigado a perder algum território a favor de Hugo, o Grande por ordem de Luís IV de França. Guilherme aceitou a determinação que lhe foi imposta, no entanto o seu relacionamento com Hugo viria rapidamente a ficar deteriorado. 
Após a morte de Hugo, seu filho Hugo Capeto foi nomeado duque de Aquitânia, apesar de nunca tomar posse do feudo.

## Relações familiares
Foi filho de Ebles Manzer (c. 870 - 935) e Emiliana
Foi casado com Adélia da Normandia, filha de Rolão (c. 860 - 932) e de Popa de Bayeux, de quem teve: 
1. Adelaide da Aquitânia (c. 945 ou 952 - 1004) [5] foi casada com Hugo Capeto (938 — 24 de Outubro de 996)
2. Guilherme IV da Aquitânia (c. 935 - 963) casado com Emma de Blois (? - c. 940), filha de Teobaldo I de Blois, Conde de Blois e Luitgarda de Vermandois, filha de Herberto II de Vermandois
3. N da Aquitânia (c. 950 -?) casada com Gilberto I de Roucy e de Reims (951 - 990)